# Penya Encarnada d’Andorra
Der Penya Encarnada d’Andorra ist ein andorranischer Fußballverein aus Andorra la Vella.

## Geschichte
Der Verein wurde 2009 gegründet. 2015 stieg die Mannschaft erstmals in die Primera Divisió auf. Es folgten ein Jahr in der ersten Liga, eines in der zweiten, erneut eines in der ersten und im Anschluss zwei Jahre in der zweiten Liga. Seit 2020 spielt die Mannschaft wieder in der ersten andorranischen Liga.

## Erfolge
- Andorranische Zweitligameisterschaft (2): 2014/15, 2019/20